# Тайны саентологии
«Та́йны саентоло́гии» (англ. The Secrets of Scientology) — документальный фильм Джона Суини о саентологии, выпущенный в 2010 году Телевидением Би-Би-си в рамках телепередачи «Панорама». В основу легло журналистское расследование, восходящее к созданному в 2007 году документальному фильму Суини «Саентология и я», где он взял интервью у бывших высокопоставленных членов Церкви саентологии.

## Содержание
В фильме Суини берёт интервью у нескольких действующих саентологов и сравнивает их с утверждениями бывших высокопоставленных саентологов, утверждающих, что Церковь саентологии стремится разрушить семьи своих членов, что официально ею отрицается.
В числе интервьюированных представлен такой бывший долговременный саентолог и официальное лицо Церкви саентологии, как Майк Риндер, которому в 2007 году было поручено «разобраться» с Суини. Риндер, порвавший с Церковью саентологии вскоре после выхода первого документального фильма Суини, подтвердил подозрения последнего о том, что тот преследовался саентологическим руководством во время работы на материалом расследования. Он рассказал журналисту: «Вы находились под наблюдением. […] В любом случае это находилось в моём ведении». Риндер, бывший саентологом с шести лет, рассказал, как он был подвергнул саентологической практике лишения общения, когда его собственная семья отвернулась от него.
Другой интервьюированной была Эми Скоби, ставшая саентологом в 14 лет и являвшаяся членом Морской организации. Скоби рассказала Суини, каким образом подробности о её сексуальной жизни просочились в СМИ, после того как она ушла и стала заниматься критикой саентологии.
Также в фильме принял участие актёр Джейсон Бех, рассказавший, что время проведённое в саентологии, которую он считает разновидность рэкета, стоило ему «миллионов долларов».

## Рейтинги
Фильм получил большие рейтинги, поскольку наибольшим числом посмотревших стала цифра в 5 миллионов телезрителей. Кроме того оказался более востребованным чем 71 Degrees North.

## Оценки и влияние
Британская газета Metro писала: «К счастью это был образец расследовательской журналистки, где сотрудник Би-би-си оказался непокорённым недоступными путями расследований или мнимых наблюдений». The Independent отметила, что рекомендует фильм к просмотру, как являющийся «темой дня». Также фильм был высоко оценён The Daily Telegraph, The Daily Mail, Bristol Evening Post и Wales on Sunday. Дэвид Чатер в The Times назвал Риндера «информатором», отметив, что «Майк Риндер бывший пресс-секретарь Церкви саентологии и бывший глава её Отдела особых дел превратился в информатора и описывает обстоятельства операции проводившейся против Суини». ПА фиона Мэйхем в передаче «Просмотр с матерью» назвала фильм полезным для тех, кто смотрит его без предварительного знакомства с саентологией. Педди Шерман в Liverpool Echo назвала фильм «глубоким взглядом на деятельность церкви». The Guardian назвала фильм «очень тревожным документальным видео преедчаи Би-би-си Панорама».